# هنری هیو کلیفورد
هنری هیو کلیفورد (انگلیسی: Henry Hugh Clifford؛ ۱۲ سپتامبر ۱۸۲۶ – ۱۲ آوریل ۱۸۸۳) فرد نظامی اهل پادشاهی متحد بریتانیای کبیر و ایرلند بود. وی همچنین برندهٔ جوایزی همچون صلیب ویکتوریا شده‌است.